# Romet Z-150
Romet Z-150 – motocykl sprzedawany w Polsce od 2007 lub 2008 roku pod marką Romet.

## Historia modelu
Romet Z-150 malowany jest przy pomocy czarnego lakieru, w opcji jest kolor czerwony. Przewidziany głównie do poruszania się po mieście. Co najmniej od rocznika 2009 moc maksymalna silnika została zredukowana do 7,9 kW (10,7 KM).

## Dane techniczne
- Wymiary: 2000 mm x 700 mm x 1110 mm,
- Masa pojazdu gotowego do jazdy: 115 kg,
- Dopuszczalna ładowność: 150 kg,
- Silnik: czterosuwowy, jednocylindrowy, chłodzony powietrzem,
- Pojemność: 149,5 cm³,
- Moc maksymalna: 10,5 kW (14,2 KM) przy 8500 obr./min.,
- Rozruch: elektryczny, nożny,
- Zapłon: elektroniczny CDI,
- Przeniesienie napędu: łańcuch,
- Prędkość maksymalna: 90 km/h,
- Pojemność zbiornika paliwa: 14 l,
- Hamulec przód/tył: tarczowy/bębnowy,
- Opony przód/tył: 2,75-18 / 110/90-16,
- Amortyzator przód/tył: podwójny.